# Princess White
Princess White (* 14. Januar 1881 in Philadelphia; † 21. März 1976 in Port Chester) war eine amerikanische Bluessängerin, die zunächst als Tänzerin auftrat.

## Leben und Wirken
White begann ihre Karriere mit fünf Jahren als auf den Zehenspitzen tanzendes Kind und tourte 10 Jahre lang mit Salica Bryan und ihren Pickaninnies bis nach Europa und Australien. Bis in die späten 1930er Jahre arbeitete sie als Tourneekünstlerin für die Theater Owners Booking Association und mit Shows wie Silas Green from New Orleans. Sie arbeitete mit Künstlern wie Black Patti, Ida Cox, Butterbeans and Susie und den Whitman Sisters zusammen und entwickelte sich zur eigenständigen Hauptdarstellerin. Zu ihren Songs gehörten „Hesitating Blues“, „Peepin’ in the Wrong Keyhole“ und „Every Woman’s Blues“.
Während des Zweiten Weltkriegs unternahm White Tourneen im Auftrag der United Service Organizations. In späteren Jahren lebte sie in Newark, New Jersey, wo sie Bars und Nachtclubs betrieb. Nachdem sie durch Zufall in ihren Neunzigern von Clyde Bernhardt wiederentdeckt worden war, trat sie gelegentlich mit seiner Harlem Blues and Jazz Band auf. Auf dem 1975 aufgenommenen Album Sittin’ On Top of the World von Bernhardt sang sie den Titelsong. Sie starb, nachdem sie 1976 bei einem Auftritt als Überraschungsgast von Bernhardt in Mamaroneck, New York, hinter der Bühne zusammengebrochen war.